# 布翁孔文托
布翁孔文托（義大利語：Buonconvento），是意大利托斯卡纳大区锡耶纳省的一个市镇。总面积64平方公里，人口3237人，人口密度50.6人/平方公里（2009年）。ISTAT代码为052003。